# Grüne Schlauchpflanze
Die Grüne Schlauchpflanze (Sarracenia oreophila) ist eine Art aus der Familie der Schlauchpflanzengewächse.

## Beschreibung
Die Pflanze hat eine gewisse Ähnlichkeit mit Sarracenia flava, bleibt jedoch kleiner. Die Schläuche werden 20 bis 70 cm hoch und besitzen eine gelbgrüne Farbe. Über dem Schlaucheingang befindet sich ein Deckel, der bei viel Sonne fein rot bis rotviolett geadert ist. Die ersten Schläuche sind oft schon bei Erscheinen der Blüte komplett ausgebildet. Schon im Sommer hört die Schlauchproduktion auf – die Pflanze beginnt langsam mit der Bildung von Phyllodien, die bis in das Frühjahr vorhanden sind. Grund der Phyllodienbildung sind die trockenen Sommer am Naturstandort. Die Phyllodien sind etwa 5 bis 20 cm lang und sind umso zahlreicher je dunkler der Standort ist. Das Rhizom erreicht eine Dicke von 1 bis 1,5 cm.
Die Blüten (5 bis 8,5 cm im Durchmesser) sind gelbgrün bis hellgelb in der Färbung. Sie sitzen an einem 40 bis 70 cm hohen Blütenstängel. Blütezeit ist Mai bis Anfang Juni.

## Verbreitung, Gefährdung und Status

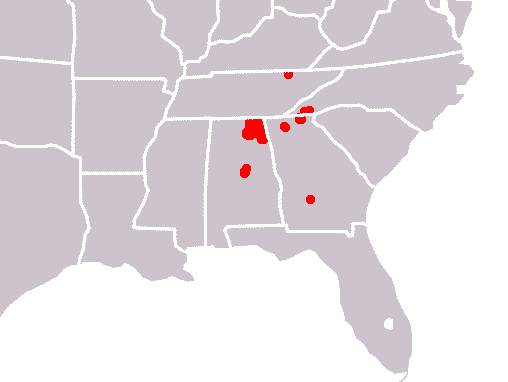
Verbreitung

Zu finden ist diese inzwischen sehr seltene Pflanze nur noch im Nordosten von Alabama und in North Carolina. Sie gilt als akut vom Aussterben bedroht und ist seit 1981 daher im CITES, Anhang I, gelistet.

## Botanische Geschichte
Entdeckt wurde die Grüne Schlauchpflanze schon 1875 durch Hugh M. Neisler. Durch die Ähnlichkeit mit der Gelben Schlauchpflanze (Sarracenia flava) wurde die Pflanze 1900 von T. J. Kearney als Sarracenia flava var. oreophila eingeordnet, jedoch nicht gültig beschrieben, daher ist das Taxon ein nomen nudum. 1933 bemerkte Edgar Theodore Wherry anhand von gezüchteten Pflanzen die Unterschiede und erstbeschrieb das Taxon als eigene Art.